# Kings Park Stadium
Le Kings Park Stadium, anciennement connu sous le nom de ABSA Stadium d’après son sponsor principal, est un stade situé à Durban, dans la province du KwaZulu-Natal en Afrique du Sud.

## Histoire
Construit à la fin du XIXe siècle, il a été régulièrement agrandi, avant d’être officiellement inauguré en 1957 (12 000 places à l’époque). Il a été complètement rénové en 1990. Sa capacité est portée à 44 000 spectateurs en 1976, puis à 52 000 en prévision de la Coupe du monde de rugby 1995. 
Il accueille des matchs de football et de rugby et est utilisé par les équipes suivantes (suivi du nom de la compétition à laquelle ils participent et la discipline pratiquée) :
- Les Sharks : Super 14, rugby.
- Les Natal Sharks (à ne pas confondre avec les précédents) : Currie Cup, rugby
- Les Lamontville Golden Arrows : Premier Soccer League, football.

C’est également le siège de la fédération de rugby du Natal (Natal Rugby Union).
Situé à moins d’un kilomètre de l’océan Indien, le Kings Park a une longue et glorieuse histoire. Il a ainsi accueilli le premier match de l’équipe nationale sud-africaine de football, les Bafana Bafana après le rétablissement des relations sportives entre l’Afrique du Sud et le reste du monde en 1992 (victoire contre le Cameroun 1-0). 
Il a aussi été le théâtre de 22 matchs des Springboks, dont la spectaculaire demi-finale de la Coupe du monde de rugby 1995 remportée contre l’équipe de France (20-16), sous des trombes d’eau.
Ce stade à notamment accueilli Céline Dion lors de sa tournée mondiale,  en février 2008.
Le Kings Park avait été initialement retenu pour la Coupe du monde de football 2010, et devait faire l’objet de travaux pour porter sa capacité à 60 000 spectateurs, mais finalement il a été décidé qu’un stade flambant neuf, le King Senzangakhona Stadium, pouvant accueillir 80 000 spectateurs, serait construit tout près.
Il existe un autre ABSA Stadium à East London.